# Tancredo Appio Feijó
Tancredo Appio Feijó (Triunfo, ? — Caxias do Sul, ?) foi um notário e político brasileiro.

## Biografia
Era filho primogênito do latifundiário Luiz Antônio Feijó Júnior, figura influente no processo de colonização do nordeste do Rio Grande do Sul por imigrantes italianos, que resultou na fundação de Caxias do Sul e outras cidades. Tancredo herdou a influência do pai e também muitas terras, sendo um dos maiores pagadores de imposto territorial de Caxias.
Foi coronel da Guarda Nacional, filiado ao Partido Republicano Rio-Grandense e conselheiro municipal de Caxias em quatro legislaturas (1897-1900, 1900-1904, 1904-1908 e 1908-1912). Foi presidente do Conselho em 1909. Em seu último mandato acumulou as funções de líder do PRR, ajudante do procurador da República, presidente da Junta de Alistamento Militar e vice-intendente, assumindo interinamente o governo por ocasião do pedido de licença do intendente Vicente Rovea em 25 de janeiro de 1910. Foi acusado de desvio de verbas e tráfico de influência, mas o caso é controverso. Neste período a vila foi elevada à condição de cidade, e Feijó organizou grandes festividades para celebrar o acontecimento. Renunciou ao cargo em 11 de dezembro de 1911 [Adami cita 1º de dezembro] e em seguida foi nomeado notário pelo Governo do Estado.
Em 1924 foi convidado a integrar a Comissão Pró-Caxias, criada pelo prefeito Celeste Gobbato para enfrentar os problemas do município, sendo escolhido seu vice-presidente e permanecendo no posto até o fim desta administração em 1928, e embora Gobbato o visse como um adversário, confiava na sua habilidade política. Depois se alinhou à Aliança Libertadora e em 1937 fez parte do comitê apoiador da candidatura de Armando Salles ao governo federal. Faleceu solteiro, antes de 20 de julho de 1942. Teve como irmãos Taurino, Luiza, Lídia e Dario.